# Cleistothecium
Het cleistothecium, ook wel chasmothecium genoemd, is een bolvormig en gesloten ascocarp. De sporen kunnen daardoor niet zelfstandig vrijkomen. Schimmels met cleistotheciën hebben andere strategieën voor verspreiding van hun sporen. Truffels lokken dieren aan, zoals wilde zwijnen, die het smakelijke ascocarp openbreken en de daaraan aangehechte sporen over grote afstanden kunnen verspreiden. Ook regendruppels kunnen de cleistotheciën openbreken.
Cleistotheciën komen voor bij de orden Erysiphales, Eurotiales en Onygenales. Ze worden onder andere aangetroffen bij schimmels die slechts zeer weinig ruimte voor hun ascocarp tot hun beschikking hebben, zoals bij soorten die onder de schors van bomen leven, of zoals bij truffels die in de bodem liggen. Echte meeldauw-soorten hebben de cleistotheciën op het oppervlak van het blad zitten. Ook de huidschimmels van het geslacht Arthroderma, dat tot de Onygenales behoort, vormen cleistotheciën.
Het onrijpe cleistothecium zit met hyfen verankerd in het mycelium. Deze hyfen vormen later de aanhangsels van het cleistothecium.

cleistothecia
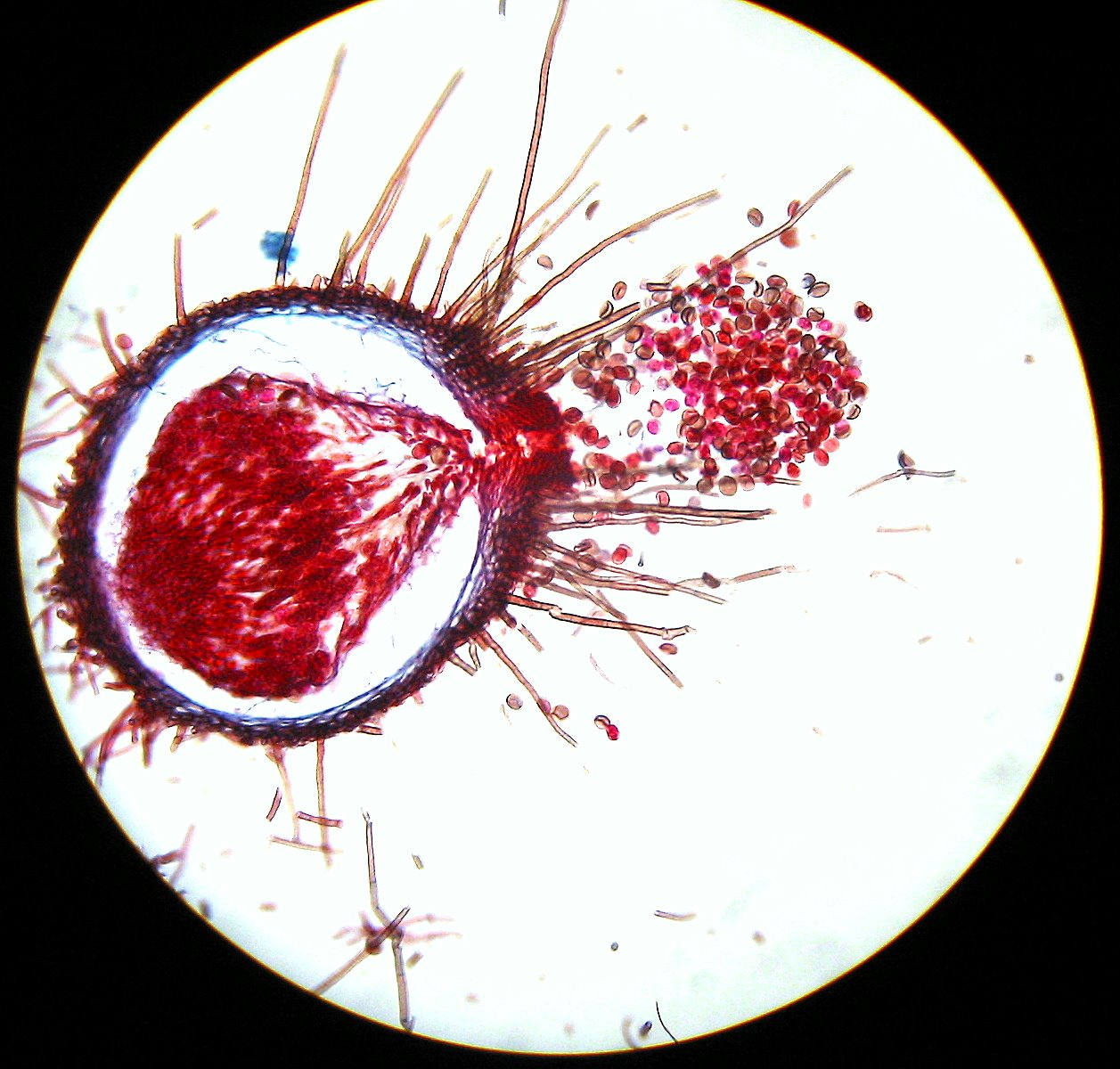
Zich openend cleistothecium van echte meeldauw (Microsphaera)
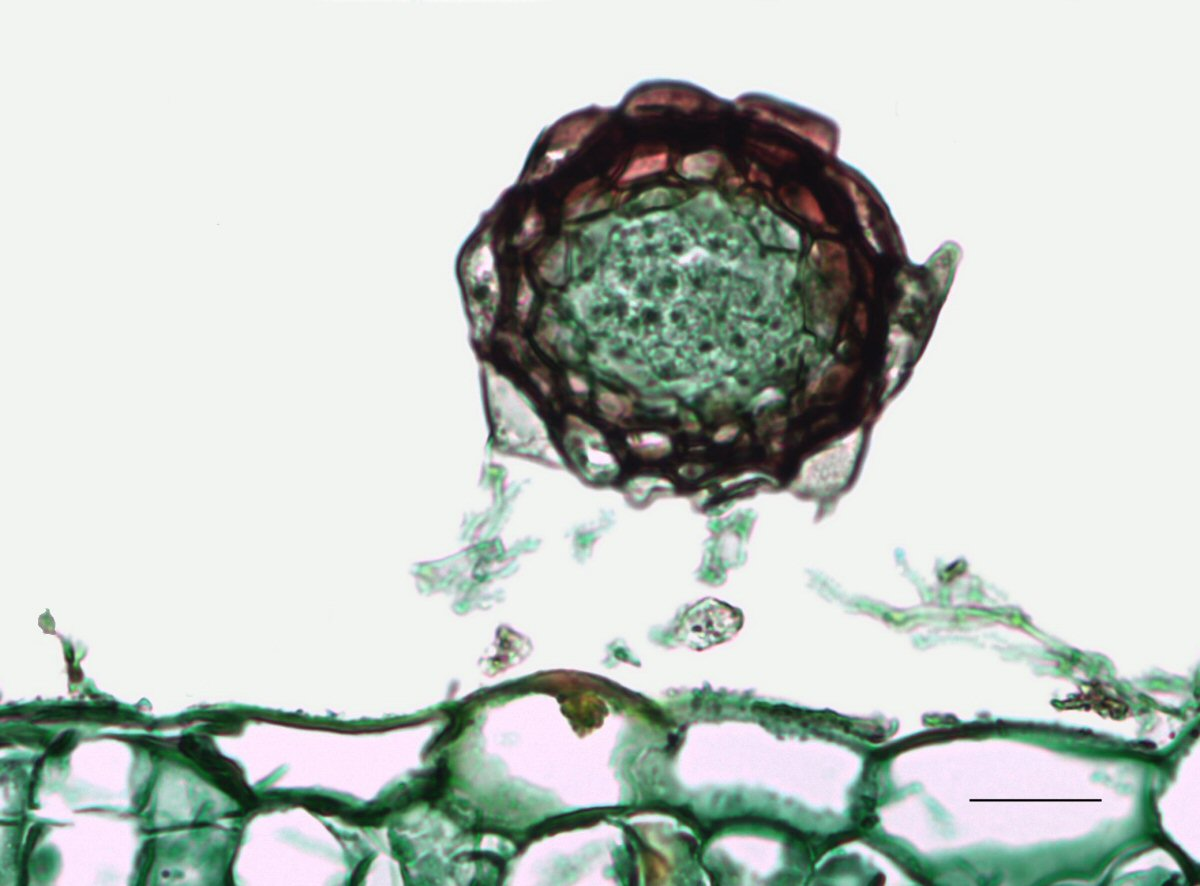
Cleistothecium met ascosporen van echte meeldauw (Microsphaera)
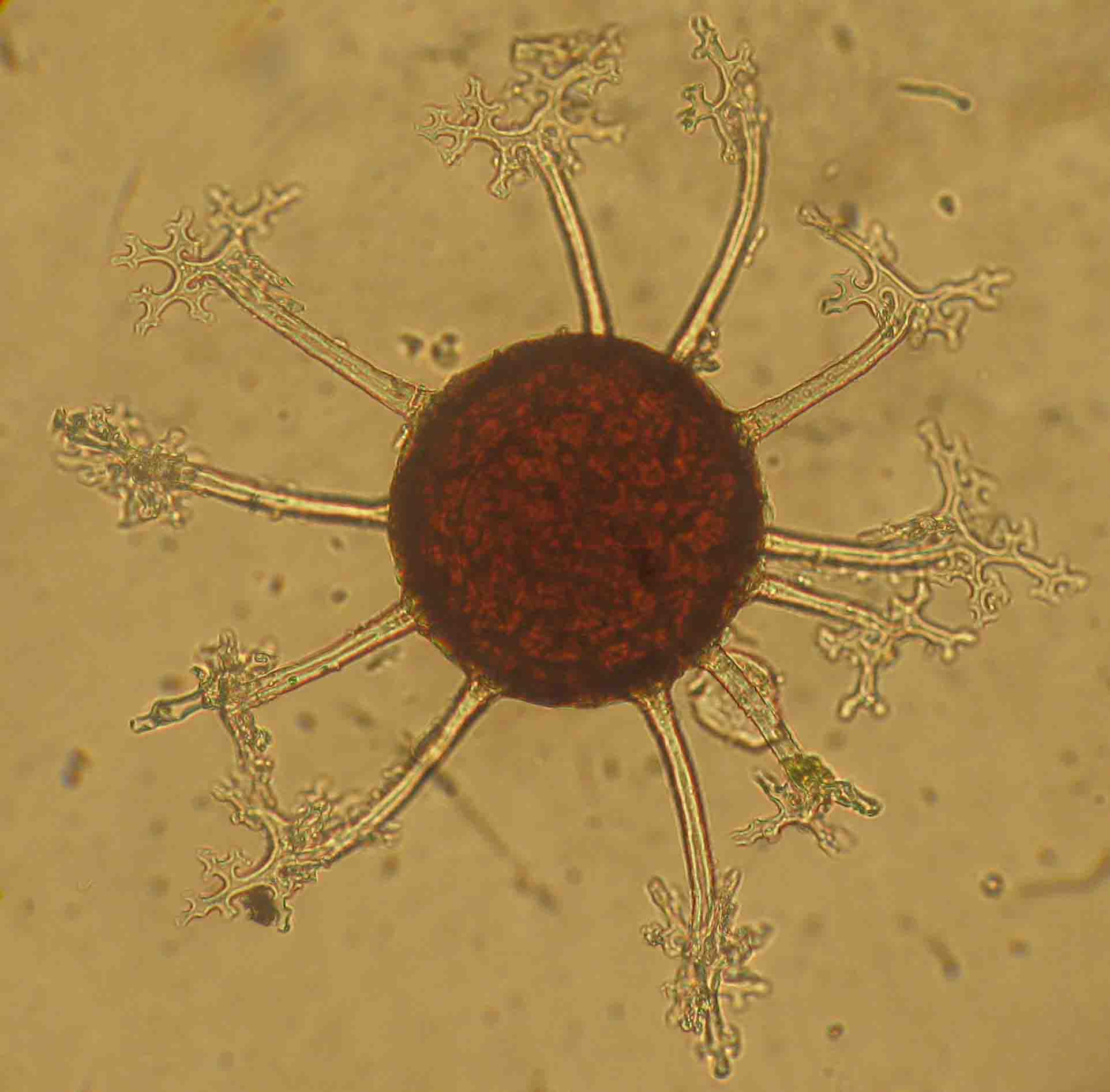
Cleistothecium van eikenmeeldauw op een blad van de zomereik. De aanhangsels van het cleistothecium zijn per schimmelsoort verschillend.

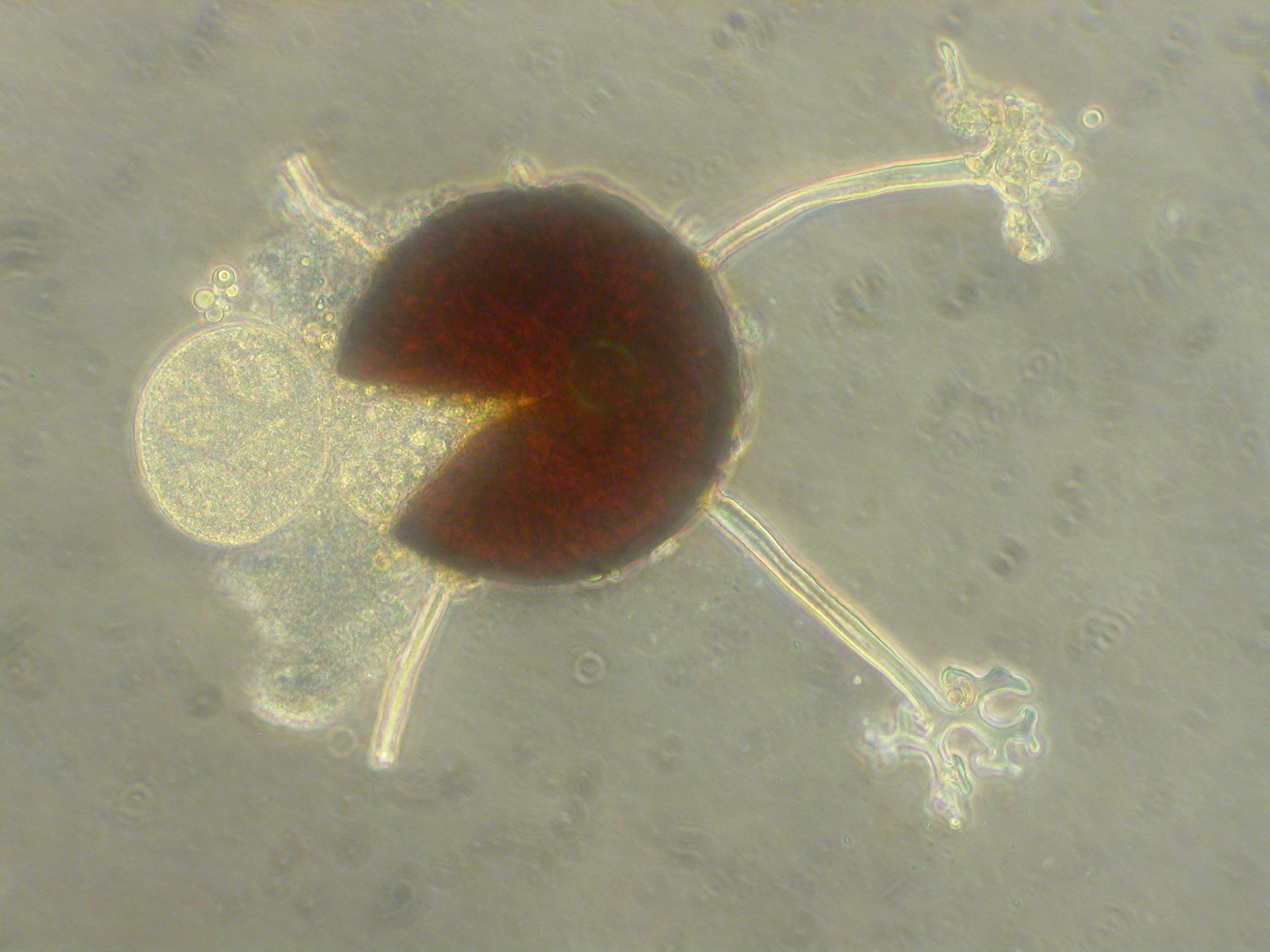
Cleistothecium van Microsphaera plantani
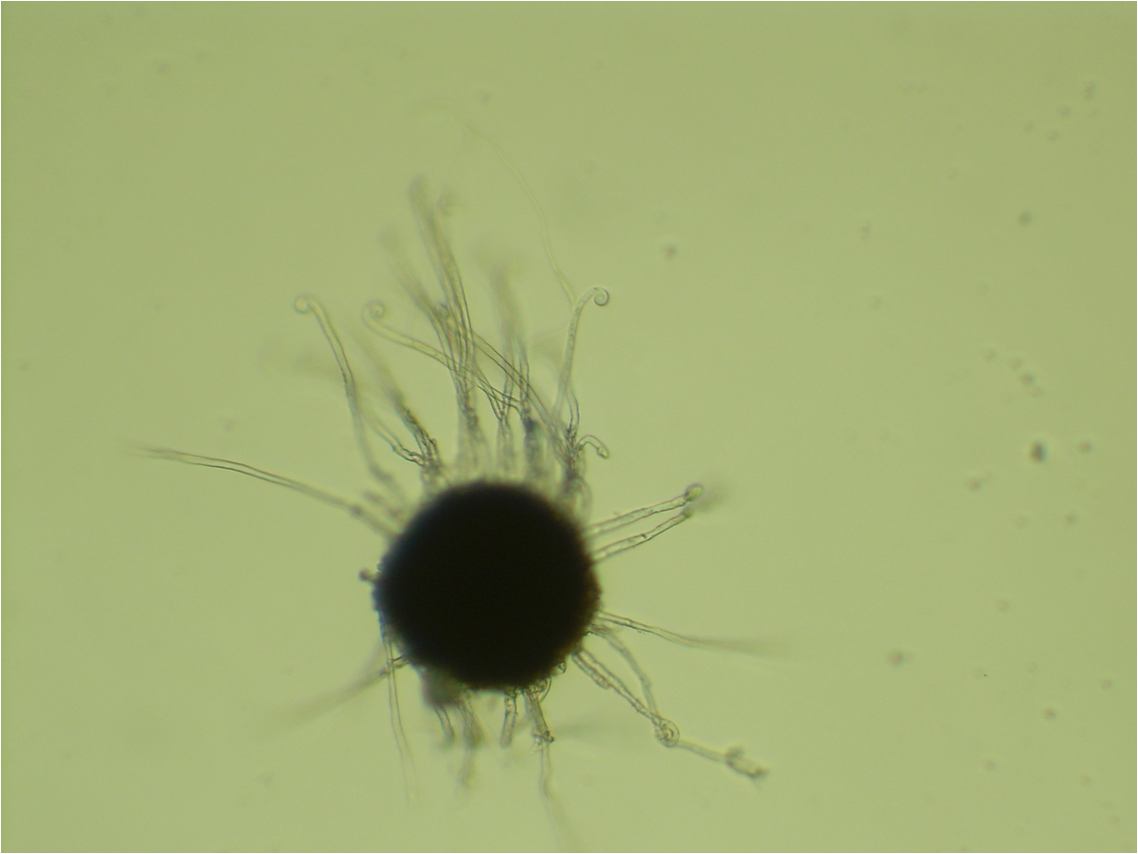
Cleistothecium van de echte meeldauw Uncinula adunca op ratelpopulier
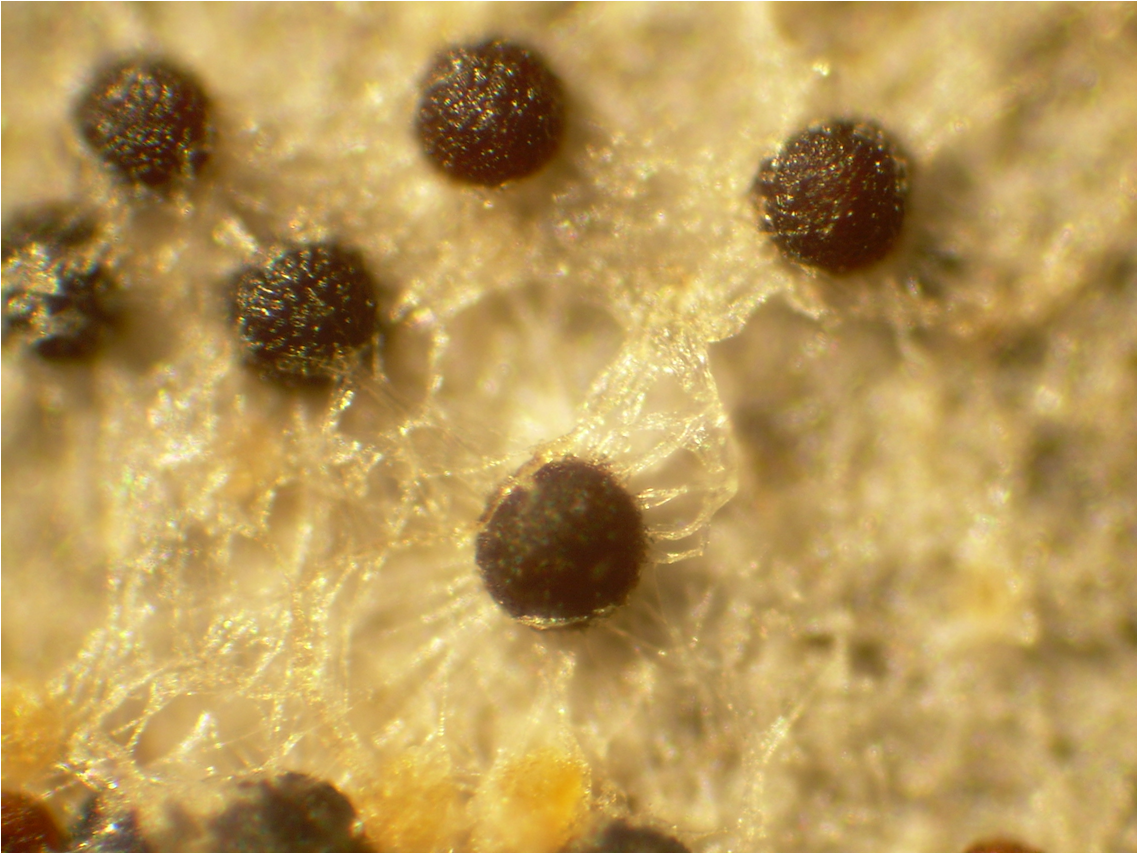
Cleistothecium van Uncinula adunca op ratelpopulier
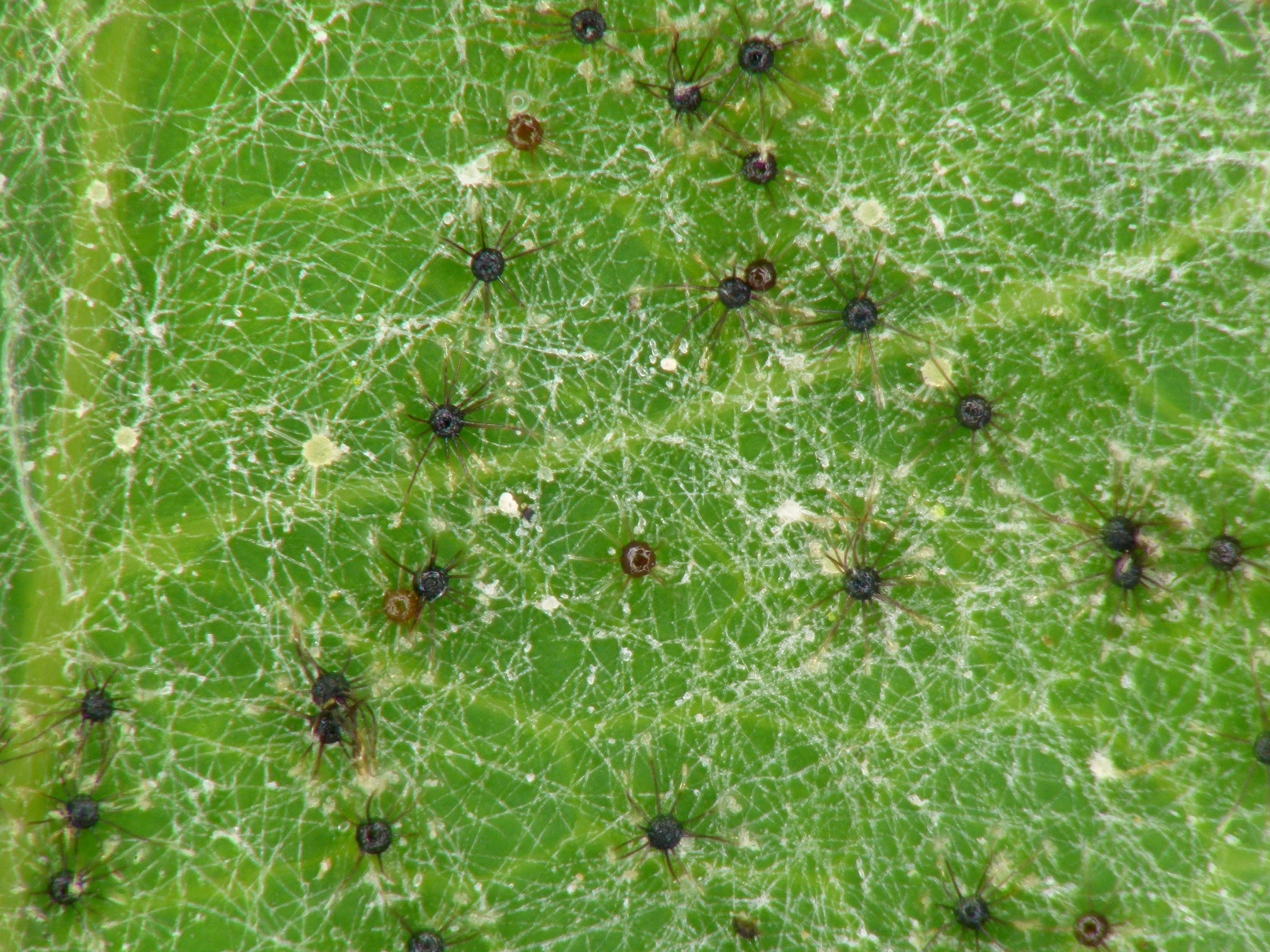
Cleistothecium van Uncinula tulasnei op krentenboompje